# 다운타운 열혈 이야기
《다운타운 열혈 이야기》(ダウンタウン熱血物語)는 일본의 개발사 테크노스 저팬이 제작한 진행형 격투 게임이다. 패밀리 컴퓨터 기종으로 1989년 4월 25일 일본서 처음 출시됐다. 《쿠니오군》 시리즈에서 《열혈경파 쿠니오군》 다음으로 두번째 진행형 격투 게임이다.
줄거리는 주인공 일방 중 한 명인 리키의 여자친구 마미가 인근 불량학생들에게 납치당하자 쿠니오와 리키가 힘을 합쳐 구하러 간다는 내용이다. 이 게임의 획기적인 특징은 비선형 구조의 오픈 월드 맵을 도입한 것이다. 단순히 스테이지를 따라서 진행하는 것이 아닌, 열혈 고등학교 주변 시내를 돌아다니며 불량학생들을 쓰러뜨리고 여러 보스들을 상대해야한다. 또한 일반적인 액션 롤플레잉 게임처럼 적들에게서 얻은 돈을 소비해 기술을 배우고 능력치를 강화할 수 있다.
발매 이후 《다운타운 열혈 이야기》는 일본과 서양의 언론 모두로부터 혁신적인 게임플레이 방식과 독특한 유머감각으로 주목받았으며, 패밀리 컴퓨터 최고의 게임으로 꼽혔고 이후 RPG 요소를 지닌 진행형 격투 게임들에 지대한 영향을 끼쳤다고 생각된다.
처음 출시할 때에는 패밀리 컴퓨터판만 발매됐으나, 이후 타 개발사가 제작한 이식판이 각종 플랫폼으로 등장했다. 1990년에는 샤프 X68000로, 1993년에는 PC 엔진 CD로 이식됐는데 둘 다 일본에서만 발매됐다. 2004년에는 게임플레이 및 내용을 다량 추가한 확장판 《다운타운 열혈 이야기 EX》(ダウンタウン熱血物語 EX)가 게임보이 어드밴스로 발매됐다. 그 외에 패밀리 컴퓨터판은 버추얼 콘솔로 디지털 재발매됐으며, 2018년에 발매한 합본 《쿠니오군: 더 월드 클래식스 컬렉션》에도 수록됐다.
2016년에 닌텐도 3DS로 리메이크 《다운타운 열혈 이야기 SP》가 발매됐다. 2017년에는 서양 현지화판에 기반한 후속작 《리버 시티 랜섬: 언더그라운드》가 발매됐다.

## 등장인물

### 플레이어 캐릭터
쿠니오 (くにお)
주인공으로 정의의 불량배(경파). 열혈고교의 3학년이며 열혈고교의 짱(일본으로 치면 번장, 싸움대장). 화원고교의 교문에서 리키와 재회한다.
필살기:마하 킥(EX에서는 기본 필살기)
리키 (りき)
사메지마 리키(일본어: 鮫島 力). 쿠니오의 친구이자 라이벌, 화원고교의 짱이며 3학년이지만, 1년 유급했다. 이전에는「마하 펀치의 리키」라고 불리는 공포의 대상이였다. 연인인 마미를 구하기 위해 랭봉학원으로 향할 때, 교문에서 쿠니오와 재회한다.
필살기:마하 펀치(EX에서는 기본 필살기)

### 서브 캐릭터
하세베 (はせべ)
하세베 카즈미(일본어: 長谷部 和美). 랭봉학원에 다니는 여학생. 랭봉학원의 학생회 부회장을 맡고 있지만, 이전에는 스케반에서 만났다고 여겨지고 있다. 쿠니오와는 중학생 시절의 동급생으로, 언제나 그림자같이 협력하고 있다.
마미 (まみ)
시마다 마미(일본어: 島田 真美). 화원 고교 2학년이자 리키의 그녀. 엉뚱한 일에 말려들어 랭봉학원의 학생에게 납치 당한다. 더블드래곤 형제를 쓰러뜨린 뒤에 구할 수 있지만, 구하지 않아도 클리어는 가능.

### 적 보스 캐릭터
사와구치 (さわぐち)
사와구치 야스오(일본어: 沢口 靖夫). 하쿠타카 공업 고교의 자칭 No.2로, 최초로 등장하는 보스. 기세와 근성은 있지만, 위압감에서는 니시무라에게 밀린다. FC판에서는 쓰러뜨리지 않아도 클리어는 가능.
필살기:자신수리검(自分手裏剣)(EX전용)
카미죠 (かみじょう)&야마모토 (やまもと)
카미죠 츠네오(일본어: 上条 恒男)와 야마모토 노리유키 (일본어: 山本 憲之). 카게무라 학원에 다니는 2인조 콤비. 쿠니오와 리키를 쓰러뜨리고 랭봉학원에 인정 받으려고 하고 있다. 교활하지만 둘 다 겁쟁이. 쓰러뜨리지 않아도 클리어는 가능한 서브 이벤트 보스.
필살기:부메랑 던지기(ブーメラン投げ)(EX전용·2명 공통)
니시무라 (にしむら)
니시무라 나리타카 (일본어: 西村 成孝). 하쿠타카 공업 고교의 짱. 안경을 쓴 거한. 그 독특한 어조는 많은 플레이어에 사랑받고 있다.
필살기:한숨 펀치(溜めパンチ)·하리테 스페셜(張り手スペシャル)(모두 EX전용)
키노시타 (きのした)
키노시타 타다시(일본어: 木下 忠)(EX에서는 타다시(正)지만, 잘못 표기 되었음). 랭봉학원 사천왕 중 한 명. 얼굴도 성격도 흉포. 하쿠타카 공고의 실질적인 지배자.
필살기:데빌 체인(デビルチェーン)(EX전용)
모치즈키 (もちづき)
모치즈키 슌(일본어: 望月 駿). 랭봉 사천왕 중 한 명. ｢날쌘돌이 모츠(캇토비노 모츠, かっとびのもつ)｣ 의 별명을 갖고 있고, 스피드도 무서울 정도로 빠르다.
필살기:니트로 어택(ニトロアタック)(EX전용)
타이라 (たいら)
타이라 키요후미(일본어: 平 清文). 랭봉 사천왕 중 한 명. 약하지는 않지만, 허세를 부려 상대의 기를 빼고 나서 싸운다.
필살기:백턴버스터(ばく転バスター)(EX전용)
코바야시 (こばやし)
코바야시 마사오(일본어: 小林 政男). 랭봉 사천왕들의 리더. 늘 자신있는 모습을 보이며, 실제 실력도 뛰어나다. 상류사회 출신이기 때문에, 늘 정중한 어조로 말한다.
필살기:글라이드 춉·하이퍼 가드 (グライドチョップ・ハイパーガード)(모두 EX전용)
고우다 (ごうだ)
고우다 츠요시(일본어: 豪田 剛). 호료 고교의 짱. 야마다와 더블 드래곤 형제에게 협박을 받아 어쩔 수 없이 랭봉학원의 문지기를 맡고 있다. 비겁한 것은 싫어하며, 무뚝뚝해 보이지만 마음은 상냥하다.
필살기:박치기 스페셜(頭突きスペシャル)(시리즈 공통)·헤드 봄(ヘッドボム)(EX전용)
오니즈카 (おにづか)
오니즈카 타카시(일본어: 鬼塚 崇). 랭봉 학원의 전 학생 회장. 얼굴이 매우 무섭지만, 성실하고 상냥하며 남자다운 성격으로 규칙은 꼭 지킨다. 리더쉽도 강하며 랭봉 사천왕을 휘하에 두고 있다. EX에서는 야마다와 더블 드래곤 형제에게 조종되고 있다고 하는 설정으로 되어 있다. 견실한 공격을 하는 밸런스를 잡힌 능력을 가진다.
필살기:인간드릴(人間ドリル)·대차륜 던지기 (大車輪投げ)(모두 EX전용)
고다이 (ごだい)
고다이 스스무(일본어: 五代 奨). 타니바나 고교의 짱. 목검을 각별히 아끼며, 그것을 주무기로 하고 있다. 고집이 세고, 이성을 잃으면 무슨 짓을 저지를지 모르기 때문에 공포의 대상이 되었으며 고우다와 절친이다. 쓰러뜨리지 않아도 클리어는 가능.
필살기:봉술 스페셜(棒術スペシャル)(시리즈 공통)·고다이 스페셜(五代スペシャル)(EX전용)
더블 드래곤 형제 (ダブルドラゴン兄弟)
핫토리 류이치·류지(일본어: 服部竜一・竜二). 핫토리학원에서 랭봉학원으로 전학을 온 이후, 주변의 학교들을 단번에 랭봉학원의 지배하에 두어, 명문 학교인 랭봉학원을 최대의 불량 학교로 만들어 버린다. 야마다에게 조종 당하고 있다.
필살기:용미람풍각(龍尾嵐風脚)(시리즈 공통·2명 공통)·무영각(無影脚)(EX전용·2명 공통)·폭마각(爆魔脚)(EX전용·류이치)·천살권(天殺拳)(EX전용·류지)
야마다 (やまだ)
야마다 타이키(일본어: 山田 大樹). 랭봉 학원의 현 학생 회장. 중학교 시절 때는 쿠니오와 친구였지만 하세베와의 일로 앙심을 품게 된다. 리키와 조우할 때는 「귀여운 그녀가 있고, 마음에 들지 않는다」라고 대사가 바뀐다.
필살기:야마다의 술법(초능력으로 보고 있다)·스크류·강렬킥(山田の術・すくりゅう・強烈キック)(모두 EX전용)

### EX 추가 캐릭터
스가타 (すがた)
스가타 산쥬로 (일본어: 姿 三十朗). 열혈 고교에 다니는 쿠니오의 후배. 첫 등장은 「다운타운 열혈 행진곡」.
필살기:폭탄 펀치(爆弾パンチ)
마에다
마에다 토오루(일본어: 前田 亨). 화원 고교 재학. 예전부터 리키의 라이벌이었지만, 리키와의 대결에서 진 후, 리키를 따른다. 첫 등장은 「다운타운 열혈 행진곡」.
필살기술:마에다 날아 차기(前田の飛び蹴り)
소노카와 (そのかわ)
소노카와 카오루(일본어: 園川 薫). 센리다이 고등학교 2학년. 화원 고교 학생이라고 자칭하는 인물에게 습격을 당한 뒤로, 쿠니오에 대해 복수심을 품게 된다. 하지만 개과천선을 하고 쿠니오를 도와주기도 한다. FC판등에서는 일반 엑스트라 캐릭터로서만 등장.
필살기:빅뱅(びっぐばんぐ)(방귀를 뀌어서 공격한다)
하야사카 (はやさか)
하야사카 료마(일본어: 早坂 良麻). 랭봉 학원 학생으로 모치즈키의 친구. 싸움은 좋아하지 않지만, 할 때는 하는 남자. 첫 등장은 「다운타운 열혈 행진곡」.
필살기:마하 먼지떨이·가속 흘리기(マッハ叩き・加速落とし)
쿠마다 (くまだ)
쿠마다 쥬조(일본어:  熊田 重蔵). 토라시마 실업 제4고등학교의 유도 부원. 첫 등장은 「다운타운 열혈 행진곡」.
필살기:인간어뢰·엎어치기 스페셜 (人間魚雷・背負いスペシャル)
히마다 (ひまだ)
히마다 쇼(일본어: 火間田 翔). 토라시마 실업 제4고등학교의 응원단. 외관 대로 바리바리 츳파리 바보이다. EX의 오리지널 캐릭터.
필살기:펑키 킥(ファンキーキック)
토도 (とうどう)
토도 마모루(일본어: 藤堂 護). 랭봉 학원 학생으로, 토도 그룹의 후계자. 돈의 힘으로 지배를 하는 것 외는 그다지 알려진게 없다. 불량한 것은 병적으로 싫어하고, 특히 쿠니오에 대해 강한 증오심을 보인다. 훗날 야마다의 후임으로 랭봉 학원의 학생 회장으로 취임한다. 능력은 제일 낮다. 첫 등장은 「다운타운 열혈 행진곡」.
사오리 (さおり)
고우다 사오리(일본어: 豪田 砂織). 고우다의 여동생. 얌전한 성격에 허약 체질이라, 항상 오빠가 지키고 있다. 원래 설정만의 등장이었지만, 게임 중에서 모습을 보인 것은 EX가 처음.
쿠니코(くにこ)
아시노 쿠니코(일본어:  芦野 久仁子). 열혈 고교에 다니는 쿠니오를 뒤쫓아. 곳곳에 나타난다. 첫 등장은 「다운타운 열혈 베이스볼 이야기」.

## 평가
| 평론 점수     | 평론 점수   |
| 평론사        | 점수        |
| ------------- | ----------- |
| 유로게이머    | 8/10 (NES)  |
| 패미츠        | 28/40 (NES) |
| 게임즈마스터  | 32% (NES)   |
| 게임스팟      | 6.9 (GBA)   |
| IGN           | 9/0 (NES)   |
| 닌텐도 라이프 | 8/10 (NES)  |
| Player One    | 93% (NES)   |
| GameSpy       | 4/5 (GBA)   |

| 수상       | 수상                                                                        |
| 평론사     | 수상                                                                        |
| ---------- | --------------------------------------------------------------------------- |
| GamesRadar | 7th Best NES Game of All Time (2012), 11th Best NES Game of All Time (2014) |

## 참조
1. ↑  2008년 대한민국에 출시된 Wii 버추얼 콘솔판 제목은 《열혈고교》. 패밀리 컴퓨터 판의 경우 북미 지역에선 《리버 시티 랜섬》(River City Ransom), 유럽 지역에선 《스트리츠 갱스》(Street Gangs)라는 제목으로 출시됐다.
2. ↑  서양판 제목 《리버 시티 랜섬 EX》(River City Ransom EX).